# Гломалин
Гломалин — гликопротеин, вырабатываемый в большом количестве гифами и спорами грибов арбускулярной микоризы (АМ) в почве и в корнях растений. Гломалин был обнаружен в 1996 году Сарой Ф. Райт, ученой из Службы сельскохозяйственных исследований Министерства сельского хозяйства США. Название происходит от порядка грибов Гломовые.

## Открытие
Гломалин ускользал от обнаружения до 1996 года потому что «Требуется необычное усилие, чтобы вытеснить гломалин для изучения: ванна с цитратом в сочетании с нагреванием до 250 °F (121 °C) в течение как минимум часа …. Никакое другое почвенное связующее, найденное до настоящего времени, не требовало ничего столь радикального, как это.» — Сара Райт.

## Описание
Конкретный белок гломалин еще не был выделен и описан. Однако связанные с гломалином почвенные белки (GRSP) были идентифицированы с использованием моноклональных антител (Mab32B11), выращенных против раздробленных спор AM-грибов. Гломалин определяется условиями его экстракции и реакцией с антителом Mab32B11.
Первооткрыватель гломалина Сара Райт считает, что «молекула гломалина представляет собой скопление небольших гликопротеинов с железом и другими связанными ионами … гломалин содержит от 1 до 9% сильно связанного железа … Мы видели гломалин снаружи гифы, и мы считаем, что именно так гифы запечатывают себя, чтобы они могли нести воду и питательные вещества. Это также может придать им жесткость, необходимую им для того, чтобы охватить воздушное пространство между частицами почвы». Гломалину требуется 7-42 года для биоразложения. Самые высокие уровни гломалина были обнаружены в вулканических почвах Гавайских островов и Японии.
Существуют и другие косвенные доказательства того, что гломалин имеет грибковое происхождение. Когда AM-грибы удаляются из почвы путем инкубации почвы без растений-хозяев, концентрация GRSP снижается. Аналогичное снижение GRSP также наблюдалось в инкубированных почвах из лесных, облесенных и сельскохозяйственных угодий и пастбищ, обработанных фунгицидом. Концентрации гломалина в почве коррелируют с первичной продуктивностью экосистемы.
Химия связанного с гломалином почвенного белка (GRSP) еще не до конца изучена, а связь между гломалином, GRSP и грибами арбускулярной микоризы еще не ясна. Физиологическая функция гломалина в грибах также является предметом современных исследований.

## Эффекты
Связанные с гломалином белки почвы (GRSP), наряду с гуминовыми кислотами, являются важным компонентом органического вещества почвы и действуют, связывая вместе минеральные частицы и улучшая качество почвы. Гломалин был исследован на предмет его способности сохранять углерод и азот, в том числе в качестве потенциального метода изоляции углерода.
Предполагается, что гломалин улучшает стабильность воды в почве и уменьшает эрозию почвы. Была обнаружена сильная корреляция между GRSP и стабильностью воды в почвенном заполнителе в самых разнообразных почвах, где органический материал является основным связующим агентом, хотя механизм не известен.